# フレット・デ・ブリュイヌ
フレット・デ・ブリュイヌ（Fred De Bruyne、1930年10月21日 – 1994年2月4日）は、ベルギー、ベルラル出身の元自転車競技（ロードレース）選手。

## 来歴
本名は、アルフレット・デ・ブリュイヌ(Alfred De Bruyne)。
モニュメントと呼ばれるレースにおいて、ジロ・ディ・ロンバルディア以外の4つのレースで計6勝したクラシックスペシャリスト(ジロ・ディ・ロンバルディアは後述の通り、1955年の2位が最高成績)。
また、年間シリーズ戦である、チャレンジ・デスグランジュ＝コロンボでは、1956年から1958年まで3年連続で総合優勝を果たした。 
引退後はTI・ローリーのチーム・マネジャーを歴任した後、RTBFの解説者として活動した。

## 主な実績
1954年
- ツール・ド・フランス　区間3勝(第8、13、22)

1955年
- ジロ・ディ・ロンバルディア 2位

1956年
- ミラノ〜サンレモ 優勝
- リエージュ〜バストーニュ〜リエージュ 優勝
- パリ〜ニース 総合優勝
- チャレンジ・デスグランジュ＝コロンボ 総合優勝

1957年
- ヘント6日間レース 優勝（+ リック・ファン・ステーンベルヘン）
- ロンド・ファン・フラーンデレン 優勝
- パリ〜ルーベ 優勝
- パリ〜ツール 優勝
- チャレンジ・デスグランジュ＝コロンボ 総合優勝

1958年
- パリ〜ニース 総合優勝
- リエージュ〜バストーニュ〜リエージュ 優勝

1959年
- ヘント6日間レース 優勝（+ リック・ファン・ステーンベルヘン）
- リエージュ〜バストーニュ〜リエージュ 優勝

1961年
- クールネ〜ブリュッセル〜クールネ 優勝